# Крюзен, Хендри
Хендрик (Хендри) Крюзен (нидерл. Hendrik (Hendrie) Krüzen; род. 24 ноября 1964, Алмело, Оверэйссел) — нидерландский футболист и футбольный тренер. Выступал на позиции левого крайнего полузащитника.

## Карьера игрока

### Клубная карьера
Крюзен дебютировал в профессиональном футболе всего в 16 лет в составе «Хераклес Алмело». После двух полных сезонов с «Ден Босх», за время которых он забил 22 гола, Крюзен подписал контракт с грандом чемпионата, ПСВ. В составе клуба появлялся редко, тем не менее, команда в сезоне 1988/89 сделала дубль, а Крюзен был отдан в аренду своей предыдущей команде.
Крюзен провёл следующие пять лет в соседней Бельгии, представляя «Кортрейк», «Льеж» и «Варегем». После вылета последнего из высшего дивизиона он вернулся в родную страну, присоединившись к своему первому профессиональному клубу, «Хераклес», и в январе 1996 года перешёл в АЗ.
В 2002 году после пребывания в нидерландском первом дивизионе с «Гоу Эхед Иглз» и двух лет в любительском футболе Крюзен ушёл из спорта после 20 профессиональных сезонов, имея в активе 556 игр и 148 голов. Сразу же после этого он вернулся в свою первую команду в качестве помощника главного тренера.

### Международная карьера
Крюзен дебютировал в сборной Нидерландов 16 декабря 1987 года на выездном матче квалификации к Евро-1988 против сборной Греции, его команда победила со счётом 3:0.
Он был взят тренером Ринусом Михелсом на заключительный этап чемпионата Европы в ФРГ, однако он на поле не выходил, тем не менее его сборная выиграла турнир.

## Карьера тренера
С сезона 2002/03 по 2012/13 он работал помощником тренера в «Хераклес Алмело», где начал свою профессиональную карьеру. Кроме того, он некоторое время продолжал играть в футбол в местном любительском клубе «Ла Премьер».
В декабре 2007 года он стал временно исполняющим обязанности главного тренера «Хераклеса» после отставки Рюда Брода. С начала 2008 года он был помощником тренера Герта Херкеса, которого в начале сезона 2009/10 сменил Гертьян Вербек, а затем Петер Бос. В 2013 году Крюзен вместе с Босом перешёл в «Витесс»; после двух сезонов он вернулся в «Хераклес». 5 января 2016 года он объявил, что покинет клуб. Крюзен стал работать в «Маккаби Тель-Авив» помощником Петера Боса. В «Хераклесе» его сменил Роб Алфлен.
24 мая 2016 года было объявлено, что Бос переходит из «Маккаби» в «Аякс». Крюзен последовал за ним в Амстердам, подписав контракт до 30 июня 2019 года. 6 июня 2017 года всего после одного года в «Аяксе» он снова вместе с Босом перешёл в «Боруссию Дортмунд». В декабре 2017 года оба были уволены после неудачных результатов. В декабре 2018 года после более чем года без клуба Бос подписал контракт на полтора года с «Байер 04». Он снова взял Крюзена в свой штаб в качестве помощника тренера. В июне 2021 года Крюзен подписал двухлетний контракт на должность помощника тренера «Олимпик Лион», где также работал под руководством Петера Боса. 22 июня 2022 года было объявлено, что Крюзен возвращается в «Хераклес» из-за языкового барьера в «Олипике».

## Статистика

### Матчи Крюзена за сборную Нидерландов
| Матчи Крюзена за сборную Нидерландов | Матчи Крюзена за сборную Нидерландов | Матчи Крюзена за сборную Нидерландов | Матчи Крюзена за сборную Нидерландов | Матчи Крюзена за сборную Нидерландов | Матчи Крюзена за сборную Нидерландов |
| ------------------------------------ | ------------------------------------ | ------------------------------------ | ------------------------------------ | ------------------------------------ | ------------------------------------ |
| №                                    | Дата                                 | Соперник                             | Счёт                                 | Голы Крюзена                         | Соревнование                         |
| 1                                    | 16 декабря 1987                      | Греция                               | 3:0                                  | —                                    | Чемпионат Европы 1988 (отбор)        |
| 2                                    | 23 марта 1988                        | Англия                               | 2:2                                  | —                                    | Товарищеский матч                    |
| 3                                    | 24 мая 1988                          | Болгария                             | 1:2                                  | —                                    | Товарищеский матч                    |
| 4                                    | 14 сентября 1988                     | Уэльс                                | 1:0                                  | —                                    | Чемпионат мира 1990 (отбор)          |
| 5                                    | 6 сентября 1989                      | Дания                                | 2:2                                  | —                                    | Товарищеский матч                    |

Итого: 5 матчей / 0 голов; 2 победы, 2 ничьи, 1 поражение.

## Достижения

### В качестве игрока
«Хераклес»:
- Первый дивизион: 1984/85, 1994/95

ПСВ:
- Чемпионат Нидерландов: 1988/89
- Кубок Нидерландов: 1988/89

Сборная Нидерландов
- Чемпионат Европы: 1988

### В качестве тренера
«Хераклес»
- Победитель Первого дивизиона Нидерландов (2): 2004/05, 2022/23[нидерл.]